# Shikimisäure
Shikimisäure ist ein biochemisches Intermediat im Stoffwechsel von Pflanzen und Mikroorganismen bei der Biosynthese von aromatischen Aminosäuren. Das Naturprodukt ist die (3R,4S,5R)-Shikimisäure. Die anderen sieben möglichen Stereoisomere der Shikimisäure haben keine biologische Bedeutung.

## Geschichte
Shikimisäure wurde erstmals 1885 von Johan Fredrik Eykman aus dem Japanischen Sternanis (Illicium anisatum) isoliert, der auf Japanisch Shikimi (シキミ, bzw. in Kanji 樒, 櫁 oder 梻) heißt.

## Gewinnung und Darstellung
Shikimisäure ist ein Zwischenprodukt in der Biosynthese der für den Menschen essentiellen aromatischen Aminosäuren L-Tyrosin, L-Tryptophan und L-Phenylalanin bei Pflanzen und Mikroorganismen. Ihre Salze heißen Shikimate.
Die Shikimisäure ist ein Stoffwechselzwischenprodukt der Pflanzen und daher weit verbreitet. Sie kommt in großen Mengen in der giftigen Shikimifrucht sowie im verwandten, aber ungiftigen Sternanis vor.
Von der Shikimisäure leiten sich zahlreiche in Pflanzen vorkommende Aromaten ab, zum Beispiel die Protocatechusäure. Ein anderer Weg führt zu Gallussäure, die Bestandteil der hydrolisierbaren Gerbstoffe ist.

## Shikimisäureweg
Der Shikimisäureweg stellt einen wichtigen Weg für die Biogenese von Aromaten dar. Der Shikimisäureweg findet jedoch nicht in höheren Tieren statt.
Der Shikimisäureweg beginnt eigentlich nicht mit der Shikimisäure. Die Biosynthese beginnt mit der Reaktion von D-Erythrose-4-phosphat mit Phosphoenolpyruvat (PEP). Erst in weiteren Schritten entstehen dann Dehydrochinasäure, Dehydroshikimisäure, Shikimisäure und Chorisminsäure. Bei Chorismat teilt sich die Biosynthese dann in zwei Wege. In dem einen Weg entsteht L-Tryptophan, in dem anderen über Prephenat als Zwischenstufe L-Tyrosin und L-Phenylalanin. 
Der Shikimisäureweg ist nicht nur für den Proteinaufbau in Pflanzen wichtig, ausgehend von der beim Shikimisäureweg gebildeten α-Aminosäure, sondern auch für die Biosynthese der Cumarin-Derivate und Flavonoide.

## Anwendung
Aus Shikimisäure wird in einer neunstufigen Synthese Oseltamivir, der Wirkstoff des Grippemedikaments Tamiflu®, hergestellt. Der lange Syntheseweg, der über gefährliche Azide führt, die geringe Gesamtausbeute von etwa 35 Prozent und die aufwändige Gewinnung des Rohstoffs Shikimisäure aus dem chinesischen Sternanis erschweren es derzeit, Oseltamivir in höheren Mengen zu produzieren. Seit einiger Zeit kann Shikimat jedoch auch mittels rekombinanten E. coli-Stämme synthetisiert werden.

## Stereoisomere
Natürliche Shikimisäure besitzt die (3R,4S,5R)-Konfiguration. Die anderen sieben Stereoisomere [(3S,4R,5S)-, (3R,4R,5S)-, (3S,4S,5R)-, (3R,4S,5S)-, (3S,4R,RS)-, (3S,4S,5S)- und die (3R,4R,5R)-Shikimisäure] besitzen keine praktische Bedeutung. Das Racemat aus (3R,4S,5R)- und (3S,4R,5S)-Shikimisäure besitzt einen Schmelzpunkt von 191 bis 192 °C.